# Whitbourne
Whitbourne – wieś w Anglii, w hrabstwie Herefordshire. Leży 27 km na północny wschód od miasta Hereford i 175 km na północny zachód od Londynu. Miejscowość liczy 400 mieszkańców.